# Чхоуши (Цаиши)
Чхоуши (груз. ჩხოუში) — село в Грузии, на территории Зугдидского муниципалитета края (мхаре) Самегрело-Верхняя Сванетия.

## География
Село находится в западной части Грузии, к северу от реки Джуми, на расстоянии приблизительно 8 километров (по прямой) к юго-западу от города Зугдиди, административного центра муниципалитета. Абсолютная высота — 24 метра над уровнем моря.

## Население
По результатам официальной переписи населения 2014 года в Чхоуши проживало 188 человек (96 мужчин и 92 женщины). В национальной структуре населения грузины составляли 100 %.
| Год  | Население, человек |
| ---- | ------------------ |
| 2002 | 427                |
| 2014 | ↘ 188              |